# Skiffergräsmossa
Skiffergräsmossa (Brachytheciastrum trachypodium) är en bladmossart som först beskrevs av Funck och Brid., och fick sitt nu gällande namn av Mikhail Stanislavovich Ignatov och Huttunen. Skiffergräsmossa ingår i släktet Brachytheciastrum, och familjen Brachytheciaceae. Enligt den finländska rödlistan är arten nära hotad i Finland. Arten är reproducerande i Sverige. Artens livsmiljö är skuggiga kalkstensklippor och kalkbrott.